# Sérandite
La sérandite est un minéral de la famille des silicates, sous-famille des inosilicates, de formule Na(Mn2+,Ca)2Si3O8(OH). Le minéral a été découvert en Guinée en 1931 et nommé d'après Jules-Numa Mugnier Serand. La sérandite est généralement rouge, brune, noire ou incolore. Le nom officiel (IMA) ne comporte pas d'accent.

## Description
La sérandite est transparente à translucide et est normalement rose saumon, rose clair, rose-rouge, orange, brune, noire ou incolore ; en lame mince, elle est incolore. Le Mn(II) lié octaédriquement est le principal contributeur à la couleur rose du minéral.
Les cristaux du minéral peuvent être prismatiques à aciculaires et allongés selon [010], en lames, en blocs, ou tabulaires et aplatis sur {100}, sous forme d'agrégats rayonnants, ou ont un habitus massif. La sérandite est membre du groupe de la wollastonite et est l'analogue manganèse de la pectolite. Elle est parfois utilisée comme gemme.

## Histoire
La sérandite a été découverte sur l'île de Roume (partie des îles de Loos) en Guinée. Le minéral a été décrit par Alfred Lacroix dans le journal Comptes rendus hebdomadaires des séances de l'Académie des sciences. Il l'a nommée sérandite en l'honneur de J. M. Sérand, un collectionneur de minéraux qui participa à la collecte du minéral.

## Occurrence et distribution
La sérandite a été trouvée en Australie, au Brésil, au Canada, en Guinée, en Italie, au Japon, en Namibie, en Norvège, en Russie, en Afrique du Sud et aux États-Unis. L'échantillon-type est conservé au National Museum of Natural History à Washington, D.C.
Au Mont Saint-Hilaire, au Québec, la sérandite se trouve dans des xénolithes et des pegmatites à sodalite coupant des syénites au sein d'un complexe intrusif gabbro-syénite alcalin. À Point of Rocks au Nouveau-Mexique, elle se trouve dans des vugs dans la phonolite. Au dépôt de Tumannoe en Russie, la sérandite se trouve dans un dépôt riche en manganèse associé à des roches volcaniques et des sédiments terrigènes (non-marins) qui ont été altérés par métamorphisme de contact.
La sérandite a été trouvée en association avec l'aegirine, l'analcime, l'arfvedsonite, l'astrophyllite, l'eudialyte, la fluorite, la leucophanite, la manganoneptunite, la microcline, la néphéline, la sodalite et la villiaumite.